# Katie Fforde
Katie Fforde, nata Catherine Rose Gordon-Cumming (Londra, 27 settembre 1952), è una scrittrice britannica, autrice di romanzi rosa.
È autrice di una ventina di romanzi, redatti a partire dalla metà degli anni novanta. Dai suoi romanzi sono stati tratti vari film per la televisione di produzione tedesca.
È presidentessa della Romantic Novelists' Association.
Il cognome Fforde è quello del marito, Desmond Fforde.

## Biografia

### Vita privata
È madre di tre figli, Guy, Francis e Briony e vive assieme a loro e al marito a Stroud, nel Gloucestershire.

## Opere
- 1995: Piccoli sogni (The Rose Revived)
- 1995: Un cuore spericolato (Living Dangerously)
- 1996: Un sentimento inopportuno (Wild Designs)
- 1997: Un uomo poco raccomandabile (Stately Pursuits)
- 1999: Mai fidarsi del cuoco (Second Thyme Around)
- 1999: Life Skills
- 2001: Una passione scomoda (Artistic Licence)
- 2002: Dolci imprevisti (Highland Fling)
- 2002: Guai in paradiso (Paradise Fields)
- 2004: Una boccata d'aria fresca (Restoring Grace)
- 2005: Tè e tenerezza (Flora's Lot)
- 2006: Practically Perfect
- 2007: Un nuovo mattino (Going Dutch)
- 2008: La stagione dei matrimoni (Wedding Season)
- 2009: Lettere d'amore (Love Letters)
- 2009: Loves Me, Loves Me Not
- 2010: Una proposta perfetta (A Perfect Proposal)
- 2011: Un'estate d'amore (Summer of Love)
- 2012: Ricetta d'amore (Recipe for Love)
- 2012: The Undercover Cook
- 2012: Staying Away at Christmas
- 2013: A French Affair
- 2013: From Scotland With Love
- 2014: The Perfect Match
- 2015: A Vintage Wedding
- 2016: Christmas like in a Picture Book
- 2016: A Summer at Sea
- 2016: Candlelight at Christmas
- 2016: Winter Collection
- 2016: Meeting for Christmas
- 2016: Christmas in the Distance
- 2016: Christmas by the Fire
- 2017: A Secret Garden
- 2017: A Summer by the Sea: can you be a girlfriend on vacation?
- 2018: A Country Escape
- 2018: A Summer by the Sea
- 2018: A Garden full of Flowers
- 2019: A Rose Petal Summer
- 2019: The Cottage
- 2019: Country House with Views / A Love in the Highlands
- 2019: Christmas Magic in the Cabin
- 2020: A Springtime Affair
- 2021: A Wedding in the Country
- 2022: A Wedding in Provence

## Trasposizioni televisive delle sue opere
Dai romanzi di Katie Fforde sono stati tratti i seguenti film TV:
- Un amore di lana (Katie Fforde: Eine Liebe in den Highlands, 2010)
- Aria di festa (Katie Fforde: Festtagsstimmung, 2010)
- Senza passato... non c'è futuro (Katie Fforde: Glücksboten, 2010)
- Il sogno di Harriet (Katie Fforde: Harriets Traum, 2011)
- Un nemico da amare (Katie Fforde: Zum Teufel mit David, 2011)
- Diagnosi d'amore (Katie Fforde: Diagnose Liebe, 2012)
- Una parte di te (Katie Fforde: Ein Teil von dir, 2012)
- Un salto nella felicità (Katie Fforde: Sprung ins Glück, 2012)
- L'estate della verità (Katie Fforde: Sommer der Wahrheit, 2012)
- L'angelo del faro (Katie Fforde: Leuchtturm mit Aussicht, 2012)
- Le due eredità (Katie Fforde: Eine teure Affäre, 2013)
- Un patrimonio d'amore (Katie Fforde: An deiner Seite, 2014)
- Katie Fforde - Come acqua e fuoco (Katie Fforde: Wie Feuer und Wasser, 2014)
- Katie Fforde: Das Meer in dir (2014)
- Katie Fforde - Alla ricerca del passato (Katie Fforde: Vergissmeinnicht, 2015)
- Katie Fforde - Decisioni di cuore (Katie Fforde: Mein Wunschkind, 2015)
- Katie Fforde - Ritorno a East Point (Katie Fforde: Zurück ans Meer, 2015)
- Katie Fforde - Danzando a Broadway (Katie Fforde: Tanz auf dem Broadway, 2016)